# Ormolú

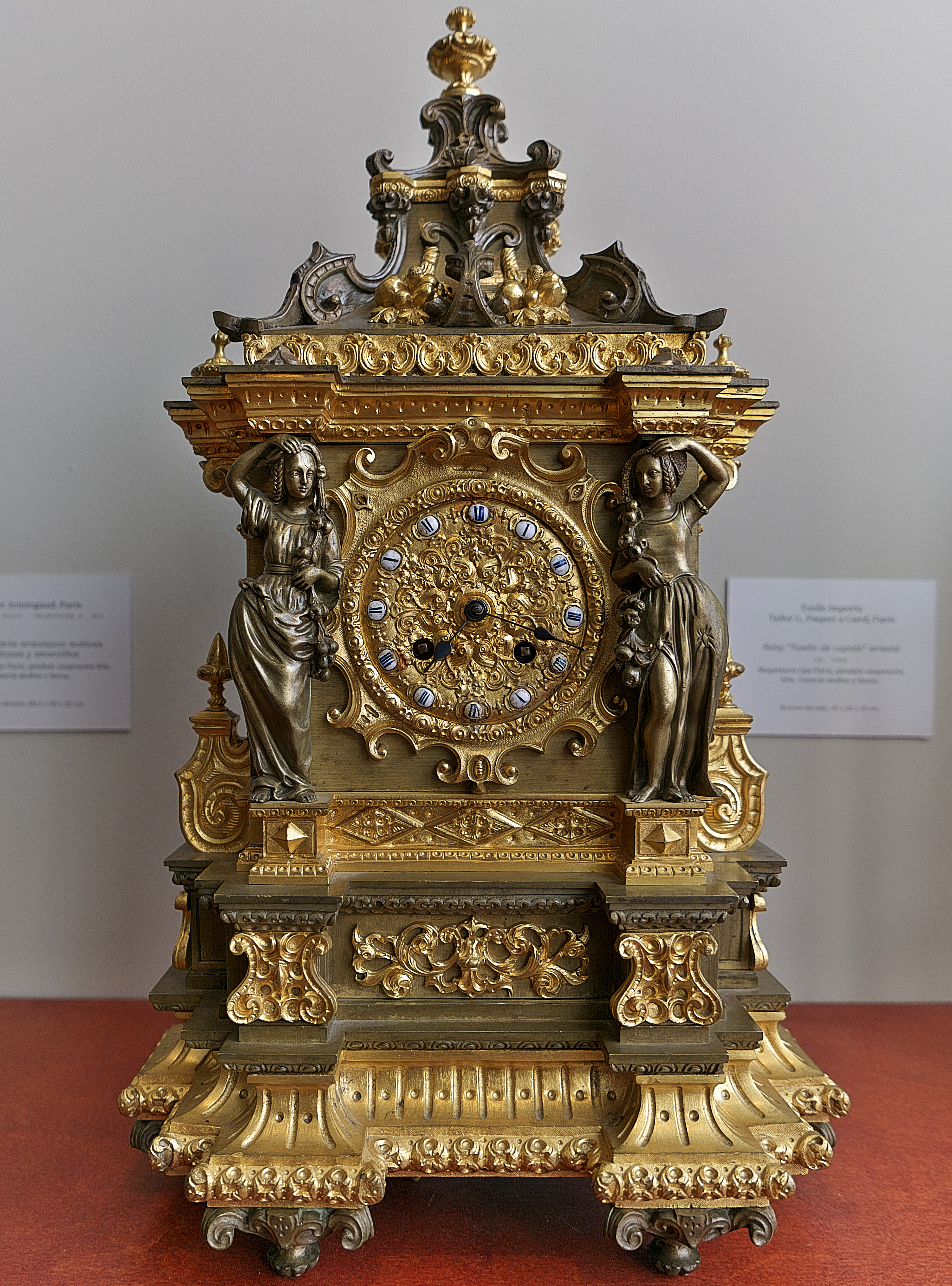
Rellotge tipus imperi. Col·lecció Bellver (Sevilla)

Ormolú (del francès «or moulu», és a dir "or molt", i a partir de la forma anglesa «ormolu») es refereix a l'aplicació a un objecte de bronze d'una amalgama d'or finament molt. Els francesos denominen aquesta tècnica «bronze doré», en espanyol «bronce dorado».
La fabricació del primitiu ormolú passava per un procés conegut com a dorure au mercure o dauradura a foc, en el qual una solució de nitrat de mercuri era aplicada a una peça de coure, llautó o bronze, seguida per una aplicació d'aliatge d'or i mercuri. Després l'objecte era sotmès a temperatures molt elevades fins que el mercuri es cremava i l'or romania adherit a l'objecte metàl·lic. A causa de l'exposició a les vapors nocives del mercuri, la major part dels dauradors no sobrevivien més enllà dels 40 anys a causa de l'enverinament per mercuri.
Amb el daurament aplicat, es brunyia la superfície fent pressió sobre la capa d'or sobre els porus del suport amb l'ajuda d'una eina o brunyidor amb una pedra dura al seu extrem, com a àgata o hematita. Amb aquest procés s'aconseguia un bany d'or durador, però tan sols es podia aplicar a objectes petits per raons de manipulació i de resistència al foc.
A partir de 1830 la fabricació tradicional d'ormolú a França es va haver d'abandonar perquè la llei va prohibir l'ús de mercuri. Per tant, altres tècniques van ser utilitzades en el seu lloc, però cap no supera la bellesa i riquesa de la color que tenia el mètode original de dauradura al mercuri. La galvanoplàstia és la tècnica moderna més comuna. La tècnica de l'ormolú és essencialment la mateixa que aquella utilitzada en l'argent, per a produir aplacament d'or (també conegut com «vermeil»).
El bronze daurat, produït per «fondeurs-ciseleurs» (fonedors-ciselladors, modeladors en bronze) es va fer habitual en els muntatges decoratius de mobles, rellotges, canelobres i llums, així com en el metall ornamental aplicat en els suports de les caixes dels rellotges i fins i tot peces de ceràmica. Entre els dissenyadors i ebenistes francesos del segle xviii al XIX es pot destacar Jean Jacques Caffieri, els acabaments en bronze daurat del qual eren tan fins com el treball d'un joier.